# Mario Cerciello Rega
Mario Cerciello Rega (Somma Vesuviana, 13 luglio 1984 – Roma, 26 luglio 2019) è stato un militare italiano dell'Arma dei Carabinieri, ucciso mentre prestava servizio nel quartiere Prati a Roma.
Nella notte tra il 25 e il 26 luglio 2019, Cerciello e un suo collega risposero ad una chiamata denunciante un furto. I due, una volta giunti sul posto, fermarono due persone corrispondenti alla descrizione fornita dalla vittima: ne scaturì una violenta colluttazione, nella quale Cerciello venne colpito da 11 coltellate sferrate da Elder in poco meno di 20 secondi (coltello/baionetta di tipo militare a lama fissa da 18cm) in una centralissima via del signorile quartiere Prati, causandone la morte.

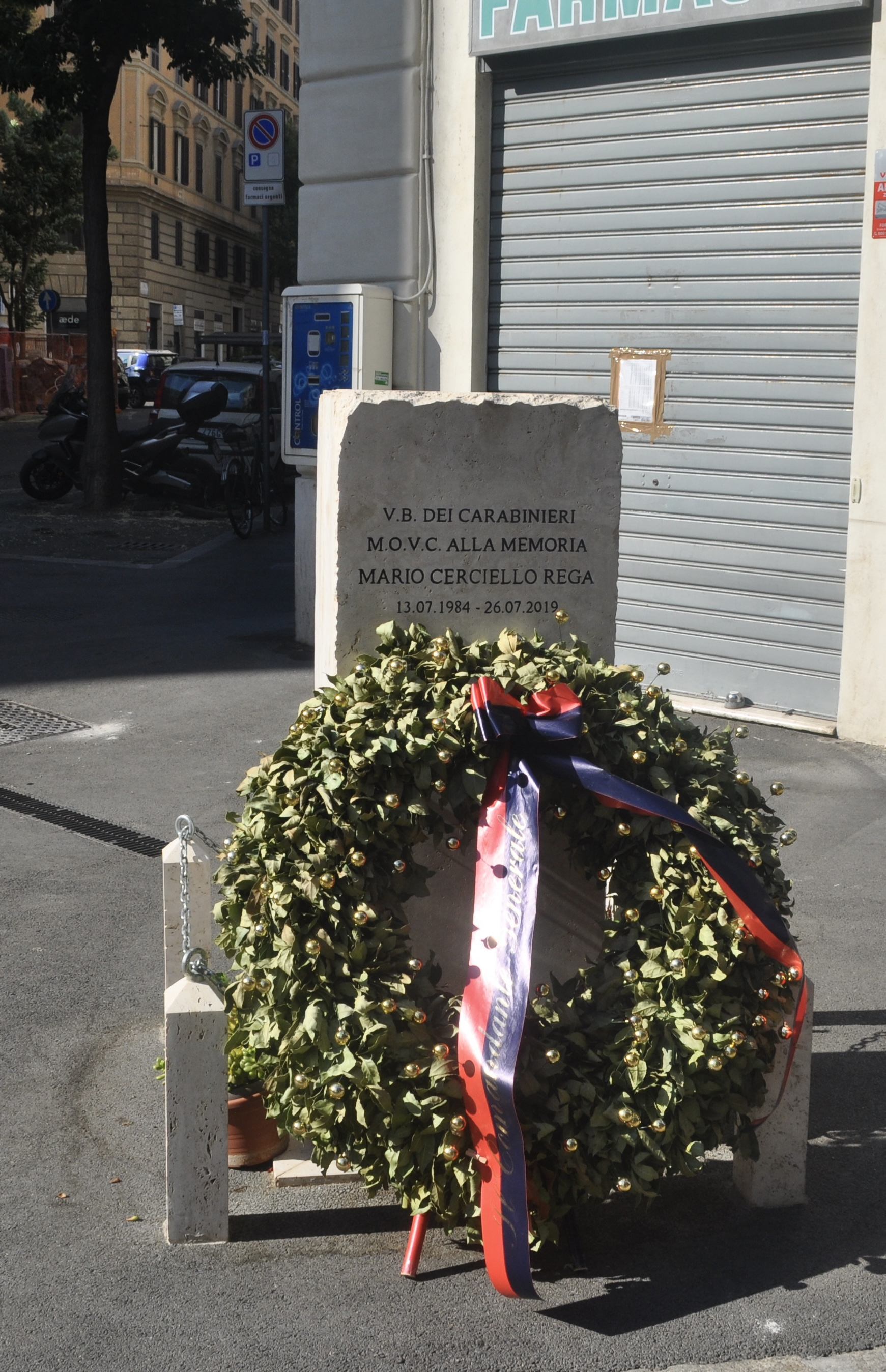
La lapide commemorativa posata in Via Prati a Roma, nel luogo del decesso.

Poche ore dopo vennero arrestati due turisti statunitensi, Finnegan Lee Elder e Gabriel Natale Hjorth, accusati dell'omicidio del carabiniere. L'arma del delitto fu ritrovata nella loro stanza d'albergo insieme ai vestiti dei due sporchi di sangue.
A maggio 2021, dopo il processo in primo grado, i due imputati vennero condannati entrambi all'ergastolo. A marzo 2022 la corte d'assise d'appello di Roma ha ridotto le pene per i due statunitensi a 24 anni per Elder e 22 anni per Hjorth. A luglio 2024 la corte d'assise d'appello di Roma nell'appello bis ha ulteriormente ridotto le pene per i due imputati a 15 anni e 2 mesi per Elder e 11 anni e 4 mesi Hjorth. Lunedi 15 luglio 2024 Hjorth ha lasciato il carcere di Velletri per essere trasferito a scontare i domiciliari a casa della nonna paterna, a Fregene. 